# ليونيل روز
ليونيل روز (بالإنجليزية: Lionel Rose)‏ مواليد 21 يونيو 1948 في فيكتوريا، فيكتوريا - الوفاة 8 مايو 2011 في فيكتوريا، كان ملاكم أسترالي سابق صنّف ضمن فئة وزن الديك. حقق بطولة رابطة الملاكمة العالمية وبطولة المجلس العالمي للملاكمة.

## إحصائيات
خاض خلال مسيرته 53 نزالا، فاز في 42 ولم يتعادل وخسر في 11. فاز بالضربة القاضية في 12 نزالا.

## روابط خارجية
- ليونيل روز على موقع الموسوعة البريطانية (الإنجليزية)
- ليونيل روز على موقع ميوزك برينز (الإنجليزية)
- ليونيل روز على موقع ديسكوغز (الإنجليزية)
- ليونيل روز على موقع بوكس ريك (الإنجليزية) (registration required)
- ليونيل روز على موقع قاعة أستراليا للمشاهير الرياضية (الإنجليزية)